# Nunziatura apostolica nelle Isole Cook
La nunziatura apostolica nelle Isole Cook è la rappresentanza diplomatica permanente della Santa Sede nelle Isole Cook.

## Giurisdizione
La nunziatura apostolica nelle Isole Cook è stata istituita il 29 aprile 1999, separandola dalla delegazione apostolica nell'Oceano Pacifico. Il nunzio apostolico, che è anche nunzio in Nuova Zelanda e in altri Stati dell'Oceania e delegato apostolico nell'Oceano Pacifico, risiede a Wellington, capitale della Nuova Zelanda.
È l'unica nunziatura apostolica istituita in un territorio non indipendente: le Isole Cook sono, infatti, uno stato in libera associazione con la Nuova Zelanda.
Dal 12 aprile 2025 il nunzio apostolico è Gábor Pintér, arcivescovo titolare di Velebusdo.

## Cronotassi dei nunzi apostolici
- Patrick Coveney † (14 luglio 2001 - 25 gennaio 2005 nominato nunzio apostolico in Grecia)
- Charles Daniel Balvo (25 marzo 2006 - 17 gennaio 2013 nominato nunzio apostolico in Kenya e osservatore permanente della Santa Sede presso l'UNEP e l'UN-HABITAT)
- Martin Krebs (8 maggio 2013 - 16 giugno 2018 nominato nunzio apostolico in Uruguay)
- Novatus Rugambwa (2 febbraio 2021 - 27 luglio 2024 dimesso)
- Gábor Pintér, dal 12 aprile 2025